# Martin N. Johnson

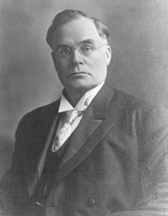
Martin N. Johnson

Martin Nelson Johnson, född 3 mars 1850 i Racine County, Wisconsin, död 21 oktober 1909 i Fargo, North Dakota, var en amerikansk republikansk politiker. Han representerade delstaten North Dakota i båda kamrarna av USA:s kongress, först i representanthuset 1891-1899 och sedan i senaten från 4 mars 1909 fram till sin död.
Johnson avlade 1873 juristexamen vid University of Iowa. Han inledde 1876 sin karriär som advokat i Iowa. Han var ledamot av delstatens senat 1878-1882. Han flyttade sedan 1882 till Dakotaterritoriet.
Johnson efterträdde 1891 Henry C. Hansbrough som kongressledamot. Han efterträddes 1899 av Burleigh F. Spalding. Johnson efterträdde sedan 1909 Hansbrough i USA:s senat. Han avled senare samma år i ämbetet och efterträddes av Fountain L. Thompson. Johnson var i senaten ordförande i utstkottet som undersökte dem som inkräktade på indianernas marker (Committee to Investigate Trespassers Upon Indian Lands). Hans grav finns på Petersburg City Cemetery i Petersburg, North Dakota.